# Gare de Distroff
La gare de Distroff est une gare ferroviaire française de la ligne de Thionville à Anzeling située sur le territoire de la commune de Distroff dans le département de la Moselle, en région Grand Est.
C'est une halte voyageurs de la Société nationale des chemins de fer français (SNCF) desservie par des trains TER Grand Est.

## Situation ferroviaire
Établie à 194 mètres d'altitude, la gare de Distroff est située au point kilométrique (PK) 9,023 de la ligne de Thionville à Anzeling, entre les gares de Kuntzig et de Metzervisse.

## Service des voyageurs

### Accueil
Arrêt Routier  SNCF, c'est un point d'arrêt non géré (PANG) à accès libre. Elle n'est pas équipée d'automates pour l'achat de titres de transport.

### Desserte
Distroff était desservie par les trains TER Grand Est qui effectuent des missions entre les gares de Thionville et de Bouzonville.

### Intermodalité
Le stationnement des véhicules est possible à proximité. La gare n'est pas desservie directement par des autocars, mais ceux-ci desservent le centre du village, à proximité de l'Église. TER Grand Est exploite cette ligne, dite "Ligne 3" (ligne Thionville - Bouzonville - Creutzwald gare routière).

## Galerie de photos

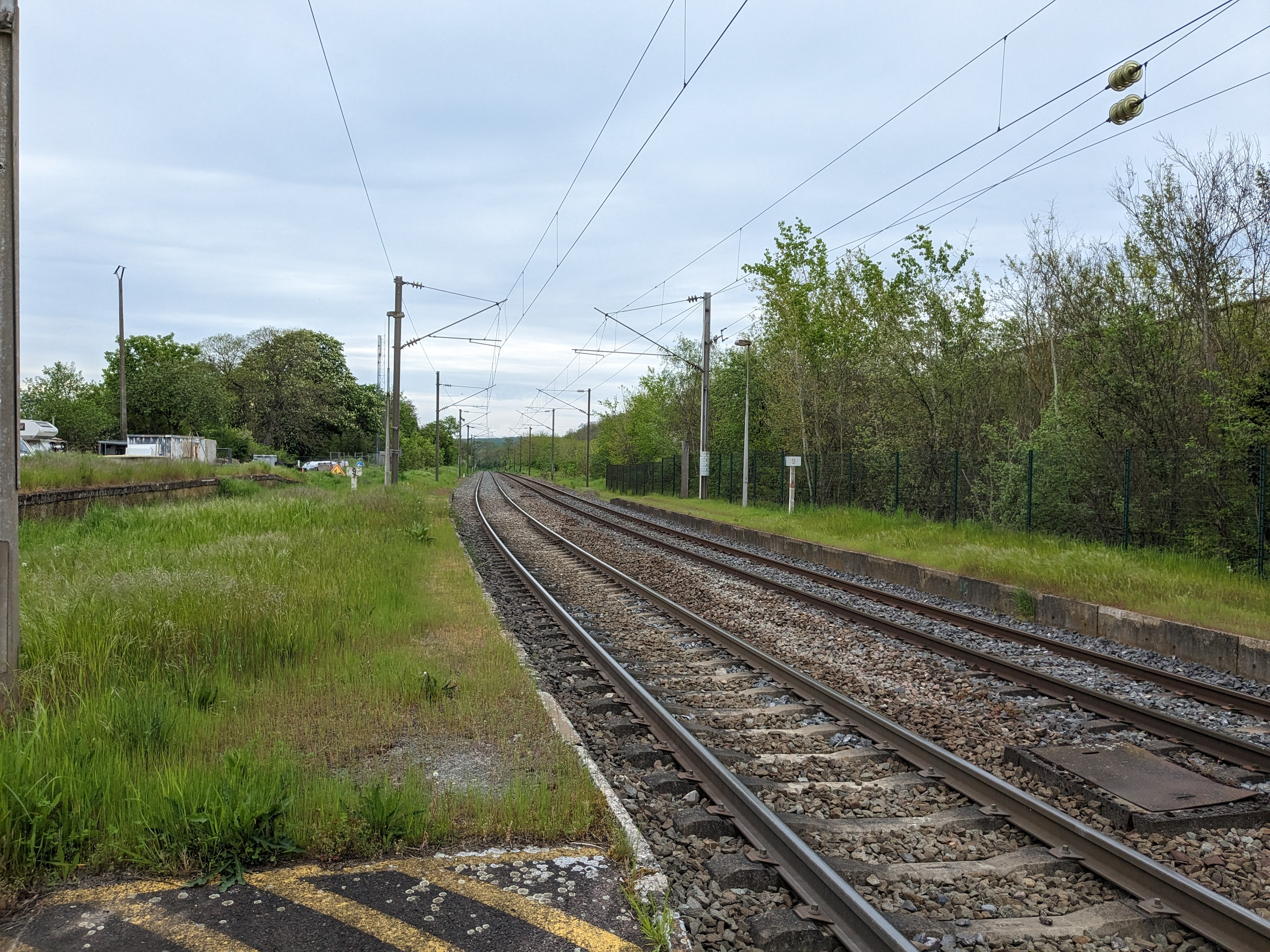
Vue des quais vers Thionville (7 mai 2023)
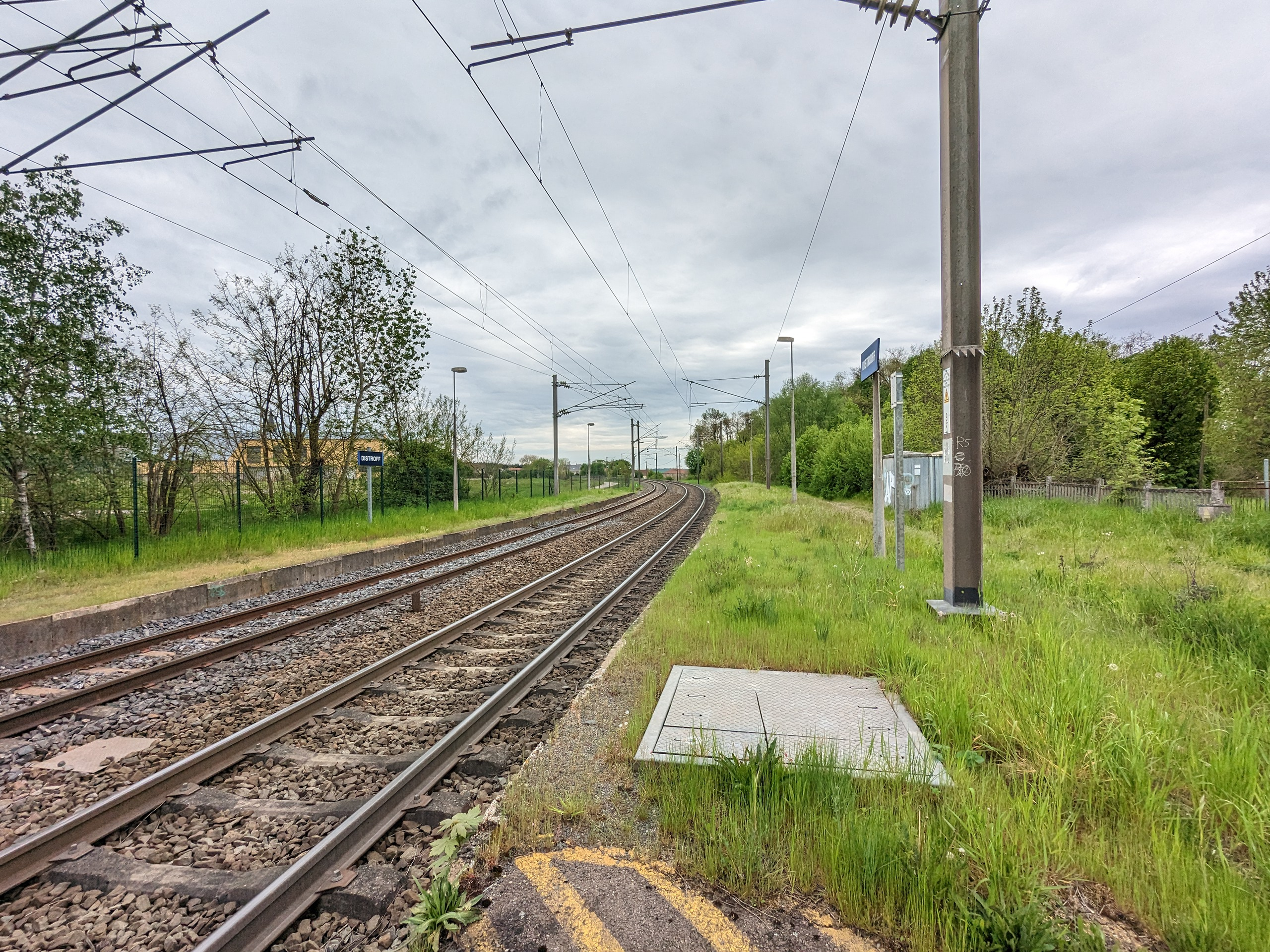
Vue des quais vers Bouzonville (7 mai 2023)
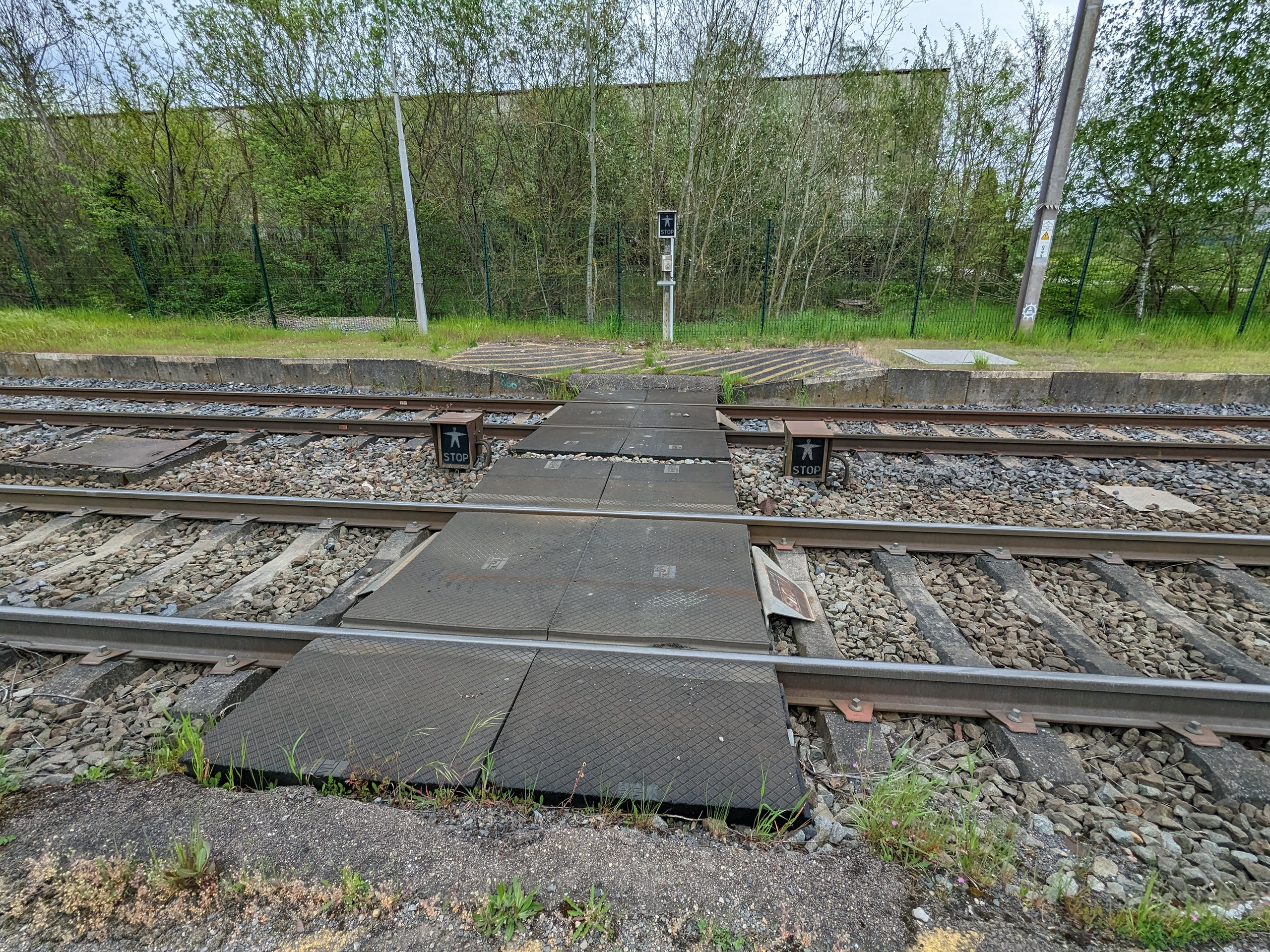
Passage planchéié piéton permettant la traversée des voies (7 mai 2023)